# Nobody Can Save Me
"Nobody Can Save Me" é uma canção da banda americana de rock Linkin Park. É a primeira faixa de seu sétimo álbum de estúdio One More Light. A canção é descrita como um "glitch", representando um renascimento na carreira da banda. A banda sente que a canção é uma das mais fundamentais do álbum, iniciando um arco emocional.

## Antecedentes
Jon Green é o cantor da banda inglesa "The Bonfires". Ambas as bandas estavam no Larrabee Studios em novembro de 2015. Uma transmissão ao vivo do estúdio foi feita através da página oficial do Facebook do Linkin Park mostrando Brad Delson, Jon Green e Mike Shinoda trabalhando em letras para uma nova música. Mike Shinoda continuou dizendo que Jon Green realmente se relacionou bem com Chester.

## Equipe e colaboradores
Linkin Park
- Chester Bennington – vocais, guitarra
- Rob Bourdon – bateria
- Brad Delson – guitarra
- Joe Hahn – programação, vocais de apoio
- Dave "Phoenix" Farrell – baixo, vocais de apoio
- Mike Shinoda – teclado, programação, vocais de apoio

Músicos adicionais
- Jonathan Green – guitarra adicional, vocais de apoio, baixo

## Tabelas musicais
| Tabelas (2017)                                          | Melhor posição |
| ------------------------------------------------------- | -------------- |
| República Checa (Singles Digitál Top 100)               | 23             |
| Eslováquia (Singles Digitál Top 100)                    | 87             |
| Estados Unidos (Billboard Hot Rock & Alternative Songs) | 37             |

## Ligações Externas
- Letra da canção